# Spermidine
Spermidine is een organische verbinding met als brutoformule C7H19N3. De stof komt voor als een kleurloze vloeistof met een indringende ammoniakale geur, die vrij goed oplosbaar is in water.

## Biochemische rol
Dit polyamine is betrokken bij verscheidene biochemische processen in de cel, waaronder de inhibitie van neurale stikstofoxidesynthasen. Spermidine assisteert bij de transcriptie doordat het de activiteit van de enzymen T4-polynucleotidekinase en T7-RNA-polymerase stimuleert. Verder speelt het een rol bij de regulering en bevordering van de plantengroei.
Spermidine is een van de organische basen (naast onder meer putrescine en cadaverine) die verantwoordelijk is voor de hoge pH van het sperma.

## Toepassingen
Spermidine bindt aan en precipiteert het DNA en wordt derhalve gebruikt om DNA-bindende proteïnen te isoleren en op te zuiveren.